# Rodimus Prime
Rodimus Prime é um personagem do Universo Transformers.

## Longa de animação de 1986 e Série Animada Original (G1)
Anteriormente, Rodimus era Hot Rod, um jovial Autobot que, no longa-metragem de 86, The Transformers: the Movie, era o melhor amigo do garoto Daniel Witwicky, filho de Spike e Carli, e vivia às turras com o veterano autobot Kup.
Ao final da luta derradeira entre Optimus Prime (também chamado de Líder Optimus) e Megatron, Hot Rod tentou impedir que o vilão, aparentemente derrotado, apanhasse uma arma escondida fora do campo de visão de Optimus. Megatron, contudo, teve reflexos mais rápidos, pegando a arma e usando Hot Rod como escudo, impedindo que Optimus atirasse. Com isso, Megatron pode alvejar Optimus sem resistência.

Após a morte de Optimus, Hot Rod e alguns dos outros Autobots se deparam com a ameaça do planeta-robô vivo Unicron, que avançava sobre as bases lunares de Cybertron.
Depois de sucessivos contratempos, Hot Rod se vê numa luta de vida ou morte com Galvatron (versão modificada de Megatron), até que consegue ativar a Matriz Autobot da Liderança (poderoso artefato utilizado pelos líderes autobots), transformando-se, enfim, em Rodimus Prime (ou Líder Rodimus). Com isto, ele derrotou Galvatron, arremessando-o no espaço (o vilão retornaria na temporada subsequente da série animada), destruiu Unicron usando o poder da Matriz e assumiu a liderança dos Autobots.

Rodimus apareceu na temporada subsequente da série animada, conhecida como G1 (de Generation One, ou Geração Um), pelos fãs.
Na dublagem brasileira para VHS do longa de animação, o personagem— tanto na fase Hot Rod quanto na fase Rodimus— foi dublado por Júlio Chaves; Na dublagem para TV do longa, Hélio Ribeiro dublou a fase Hot Rod e Márcio Simões dublou a fase Rodimus.
Na terceira temporada da série animada original, Rodimus foi dublado por Márcio Simões.

## Filmeslive actionde Michael Bay
Hot Rod/ Rodimus não aparece diretamente nos filmes, mas o desenho de chamas estilizadas na pintura de Optimus Prime é uma referência ao visual de Rodimus.
Hot Rod/Rodimus apareceu no Transformes 5, como uma Lamborghini Centenario da Inglesa Vivian Wembley (Laura Haddock), da linhagem Witwiccan.
Rodimus aparece no filme "Transformers: The Last Knight" como Hot Rod e sendo dublado por Omar Sy, onde é descrito como o irmão fiel de Bumblebee tendo um papel importante no filme.

## Transformers: Animated
Na série animada dos Transformers aparece uma versão do personagem, fisicamente bastante similar à versão original.